# Ferenci (żupania karlowacka)
Ferenci – wieś w Chorwacji, w żupanii karlowackiej, w mieście Ozalj. W 2011 roku liczyła 51 mieszkańców.